# Lysicarpus angustifolius
Lysicarpus angustifolius är en myrtenväxtart som först beskrevs av William Jackson Hooker, och fick sitt nu gällande namn av George Claridge Druce. Lysicarpus angustifolius ingår i släktet Lysicarpus och familjen myrtenväxter. Inga underarter finns listade i Catalogue of Life.

## Bildgalleri

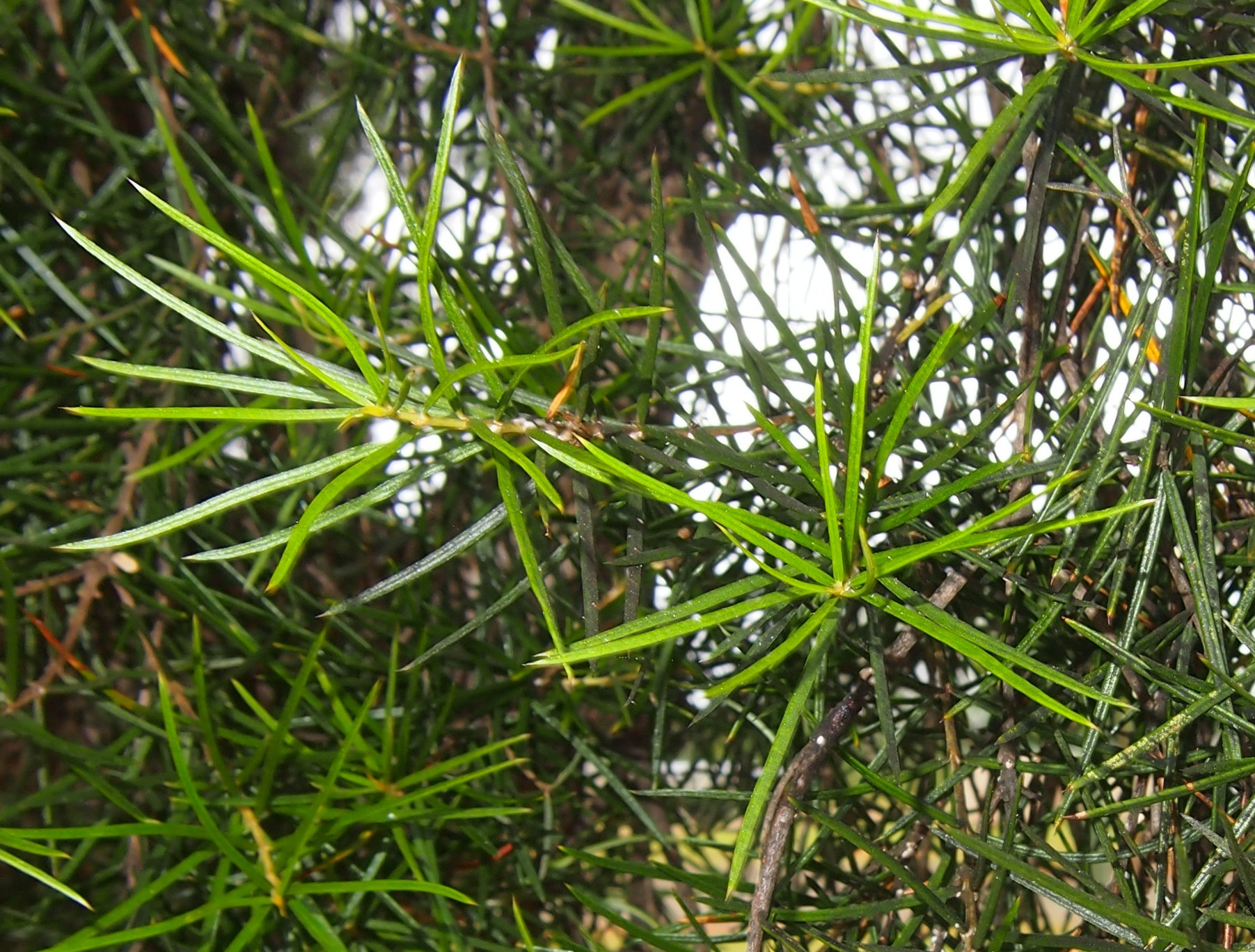
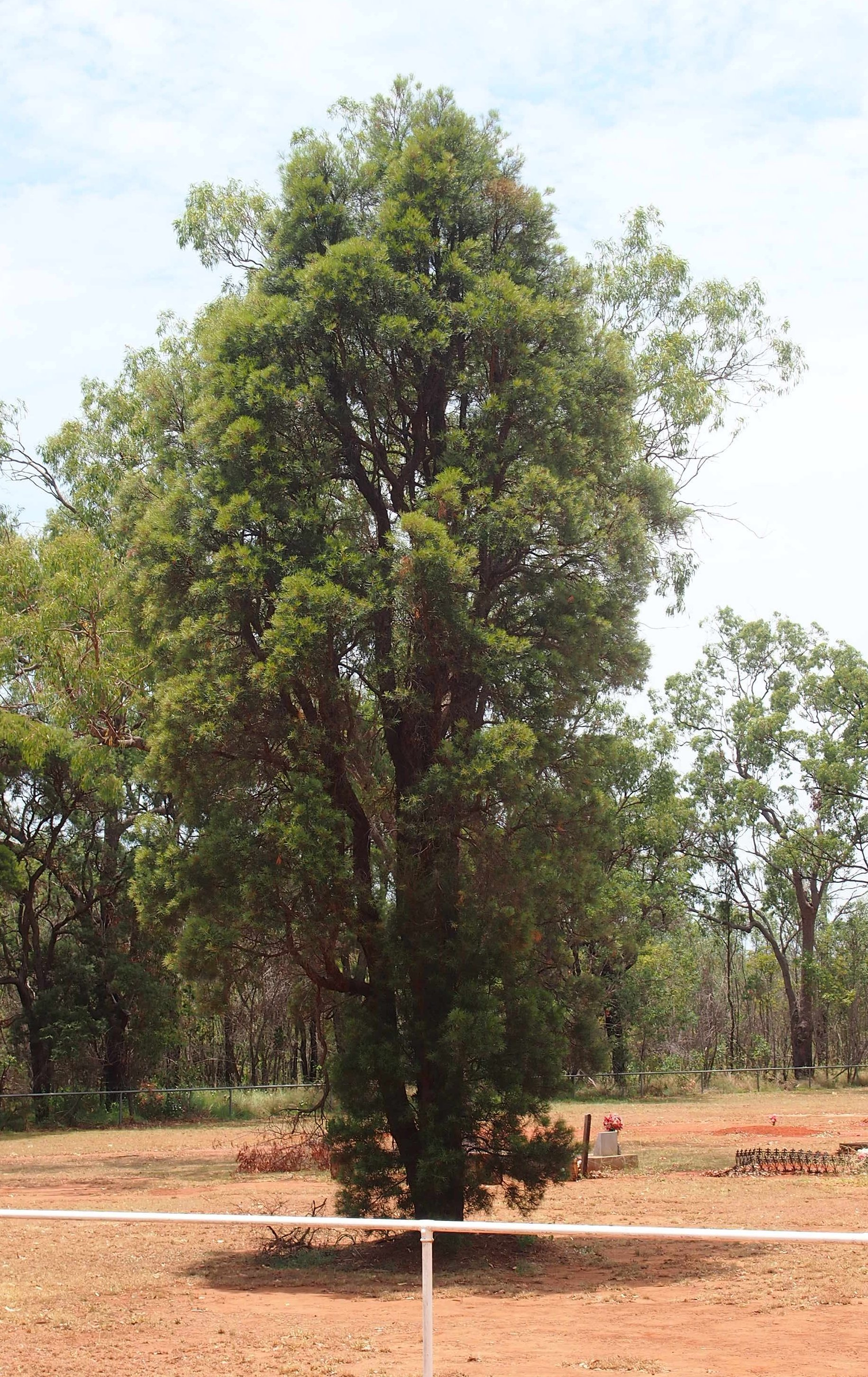
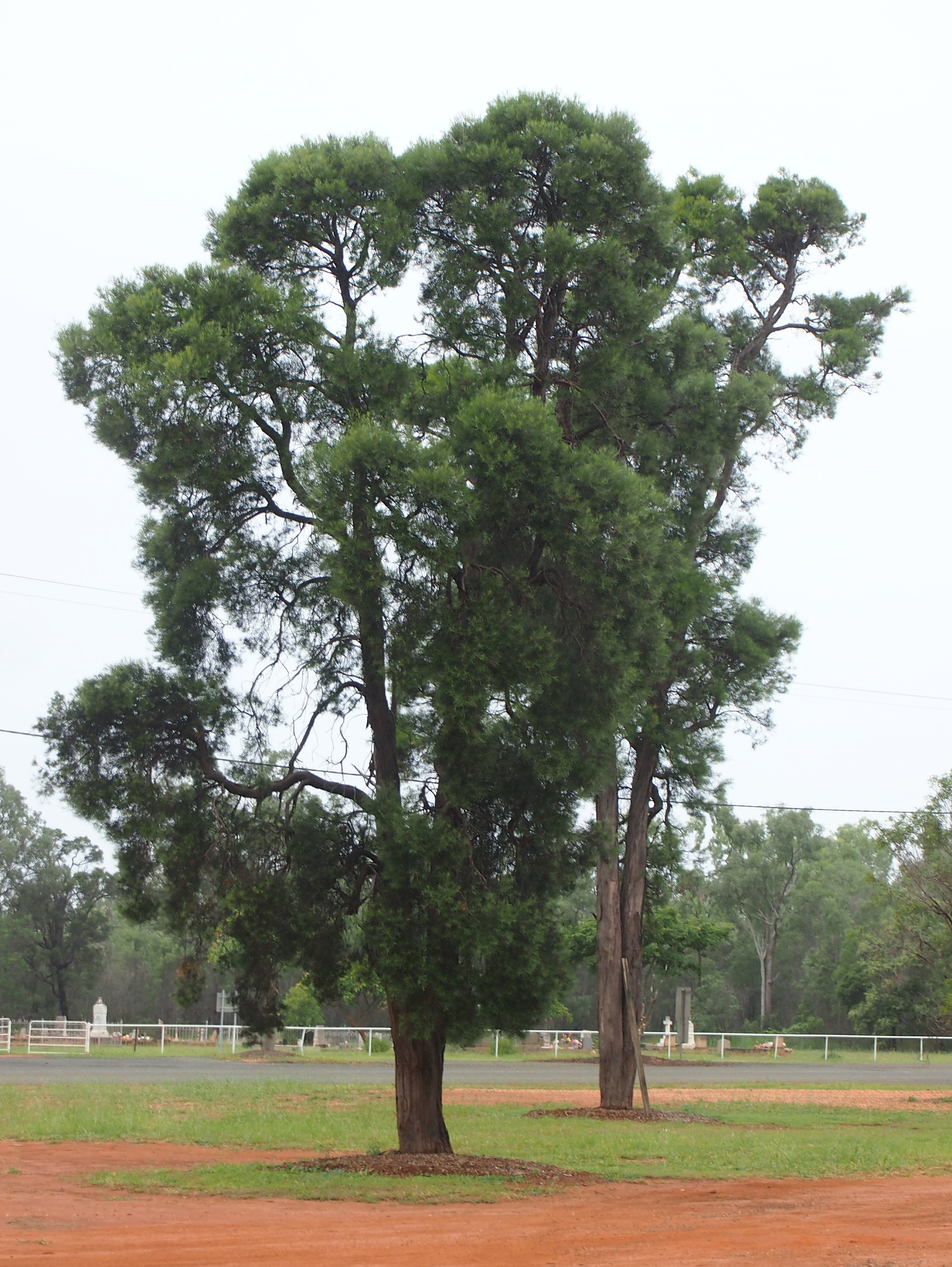